# Tampereen Ilves (piłka nożna)
Tampereen Ilves – fiński klub piłkarski z siedzibą w mieście Tampere.
Fińskie słowo Ilves po polsku znaczy Ryś. Obok klubu piłkarskiego jest także klub hokejowy Tampereen Ilves.

## Osiągnięcia
- Mistrz Finlandii (2): 1950, 1983
- Puchar Finlandii (4): 1979, 1990, 2019, 2023
- Finalista Pucharu Finlandii (1): 1976

## Historia
Założony w 1931 roku klub Ilves do pierwszej ligi awansował w 1948 roku pod nazwą Ilves-Kissat. W pierwszym sezonie w pierwszej lidze klub zajął 7 miejsce. Pierwszy tytuł mistrza klub zdobył już w 1950 roku, ale rok później niespodziewanie zajął ostatnie miejsce i spadł do II ligi. Kolejny awans do I ligi nastąpił w 1955 roku. Klub nie odniósł żadnych sukcesów, a w 1958 roku po przegranym barażu 1:4 z FC Haka, spadł ponownie do II ligi.
Ponowny awans nastąpił w 1963 roku, jednak w 1967 znów doszło do spadku po zajęciu ostatniego miejsca w tabeli, choć tym razem banicja trwała tylko rok. W europejskich pucharach Ilves-Kissat zadebiutował startując w Pucharze Miast Targowych w sezonie 1970/71. W pierwszej rundzie drużyna z Finlandii trafiła na austriacki klub Sturm Graz. W pierwszym meczu, rozegranym u siebie, Ilves-Kissat wygrał niespodziewanie 4:2, jednak w rewanżu przegrał aż 0:3 i odpadł w pierwszej rundzie. W lidze klub grał słabo i w 1971 znów na skutek ostatniego miejsca spadł do II ligi. Także i tym razem na 1 rok. W 1974 był kolejny spadek – tym razem na kilka lat.
W 1977 roku drugoligowy Ilves dotarł po raz pierwszy do finału Pucharu Finlandii, gdzie uległ 0:2 drużynie Lahden Reipas. Do pierwszej ligi klub powrócił w 1978 roku. Pierwszy sezon po powrocie do najwyższej ligi nie był olśniewający – klub zajął 3 miejsce od końca 12-zespołowej ligi i musiał ratować się przed spadkiem w barażach. Za to świetnie spisał się w Pucharze Finlandii, który zdobył, pokonując w finale 2:0 Turun Palloseura. W następnym sezonie w lidze było już znacznie lepiej – klub zajął 6 miejsce.
Zdobyty puchar krajowy pozwolił na kolejny start w europejskich pucharach – w Pucharze Zdobywców Pucharów w sezonie 1980/81. Ilves już w pierwszej rundzie trafił na silnego rywala, jakim był holenderski klub Feyenoord Rotterdam. Pomimo ambitnej postawy drużyna z Finlandii przegrała oba mecze – u siebie 1:3, a w Rotterdamie 2:4.
W 1983 roku Ilves zajął w pierwszym etapie 4 miejsce i zakwalifikował się do złożonej z 8 klubów rundy finałowej. Tam drużyna spisała się znakomicie i klub Ilves świętował swój drugi triumf w mistrzostwach Finlandii. Jak dotąd jest to ostatni tytuł mistrza Finlandii w historii klubu. Jako mistrz Finlandii Ilves wziął udział w Pucharze Europy Mistrzów Klubowych w sezonie 1984/85, gdzie już w pierwszej rundzie trafił na jednego z głównych faworytów imprezy – włoski klub Juventus F.C. Dwumecz rozstrzygnięty został już w Tampere, gdzie drużyna fińska przegrała aż 0:4. W Turynie Juventusowi wystarczyło do awansu skromne zwycięstwo 2:1. Okazało się później, że Ilves wyeliminowany został przez ostatecznego triumfatora tej edycji pucharu.
Rok później nie udało się obronić tytułu i Ilves zajął ostatecznie trzecie miejsce. W 1985 roku, po przegranym finale z HJK Helsinki, Ilves po raz pierwszy został wicemistrzem Finlandii. Dzięki temu klub wziął udział w Pucharze UEFA w sezonie 1986/87. Już w pierwszej rundzie Ilves trafił na jeden z najsłynniejszych klubów europejskich – szkocki zespół Rangers. Na Ibrox Park Ilves przegrał 0:4. Wysoka porażka nie załamała fińskich piłkarzy, którzy u siebie niespodziewanie pokonali Rangersów 2:0.
W następnych latach klub spisywał się słabiej, zajmując pozycje w okolicach środka tabeli. W 1990 Ilves trzeci raz dotarł do finału krajowego pucharu, gdzie pokonał 2:1 HJK Helsinki i po raz drugi zdobył Puchar Finlandii. Dzięki temu wziął udział w Pucharze Zdobywców Pucharów w sezonie 1991/92. Ponieważ tym razem w pierwszej rundzie udało się wylosować łatwiejszego rywala, jakim był północnoirlandzki klub Glenavon Lurgan, Ilves zdołał wykorzystać szansę i pierwszy raz awansować do kolejnej rundy europejskich pucharów. Na wyjeździe drużyna fińska przegrała 2:3. W rewanżu Ilves prowadził już 2:0, jednak na kwadrans przed końcem goście zdobyli bramkę kontaktową, przez co sprawa awansu ważyła się do ostatniej minuty. W kolejnej rundzie Ilves trafił na bardzo trudnego rywala – włoski klub AS Roma. U siebie drużyna fińska zremisowała 1:1, jednak w Rzymie przegrała 2:5 i odpadła z rozgrywek.
W 1996 roku Ilves zajął 10 miejsce i musiał wziąć udział w barażach o utrzymanie się w lidze. Klub nie zdołał obronić pierwszoligowego bytu i razem z zespołami FC Haka i MP Mikkeli spadł do II ligi.
W 1998 roku dwa kluby z Tampere – FC Ilves i TPV Tampere – miały połączyć się i utworzyć nowy klub. Ostatecznie do fuzji nie doszło, gdyż zrezygnował z niej klub TPV. Miejsce FC Ilves w II lidze zajął nowo utworzony klub Tampere United, podczas gdy FC Ilves kontynuował grę w niższych ligach.

## Europejskie puchary
Legenda do wszystkich tabel:
- Q – runda eliminacyjna, 1/16, 1/8, 1/4, 1/2 – odpowiednia faza rozgrywek, Grupa – runda grupowa, 1r gr – pierwsza runda grupowa, 2r gr – druga runda grupowa, F – finał, R – runda, PO – play-off
- k. – rzuty karne, los. – losowanie, Dogr. – dogrywka, w. – zasada bramek strzelonych na wyjeździe

| Sezon   | Rozgrywki                 | Runda | Przeciwnik       | Dom               | Wyjazd            | Ogólnie           |
| ------- | ------------------------- | ----- | ---------------- | ----------------- | ----------------- | ----------------- |
| 1970/71 | Puchar Miast Targowych    | 1R    | Sturm Graz       | 4–2               | 0–3               | 4–5               |
| 1980/81 | Puchar Zdobywców Pucharów | 1R    | Feyenoord        | 1–3               | 2–4               | 3–7               |
| 1984/85 | Puchar Europy             | 1R    | Juventus F.C.    | 0–4               | 1–2               | 1–6               |
| 1986/87 | Puchar UEFA               | 1R    | Rangers          | 2–0               | 0–4               | 2–4               |
| 1991/92 | Puchar Zdobywców Pucharów | 1R    | Glenavon         | 2–1               | 2–3               | 4–4, w.           |
| 1991/92 | Puchar Zdobywców Pucharów | 2R    | AS Roma          | 1–1               | 2–5               | 3–6               |
| 2018/19 | Liga Europy               | 1Q    | Sławia Sofia     | 0–1               | 1–2               | 1–3               |
| 2020/21 | Liga Europy               | 1Q    | Shamrock Rovers  | 2–2 (W), k: 11–12 | 2–2 (W), k: 11–12 | 2–2 (W), k: 11–12 |
| 2024/25 | Liga Konferencji          | 2Q    | Austria Wiedeń   | 2–1               | 3–4               | 5–5, k: 5–4       |
| 2024/25 | Liga Konferencji          | 3Q    | Djurgårdens IF   | 1–1               | 1–3               | 2–4               |
| 2025/26 | Liga Europy               | 1Q    | Szachtar Donieck | 0–0               | 0–6               | 0–6               |
| 2025/26 | Liga Konferencji          | 2Q    | AZ Alkmaar       | 4–3               | 0–5               | 4–8               |